# Zagórze (Sosnowiec)
Zagórze ist eine ehemalige Stadt (1967 bis 1972), jetzt ein nördlicher Stadtteil von Sosnowiec in der Woiwodschaft Schlesien in Polen.

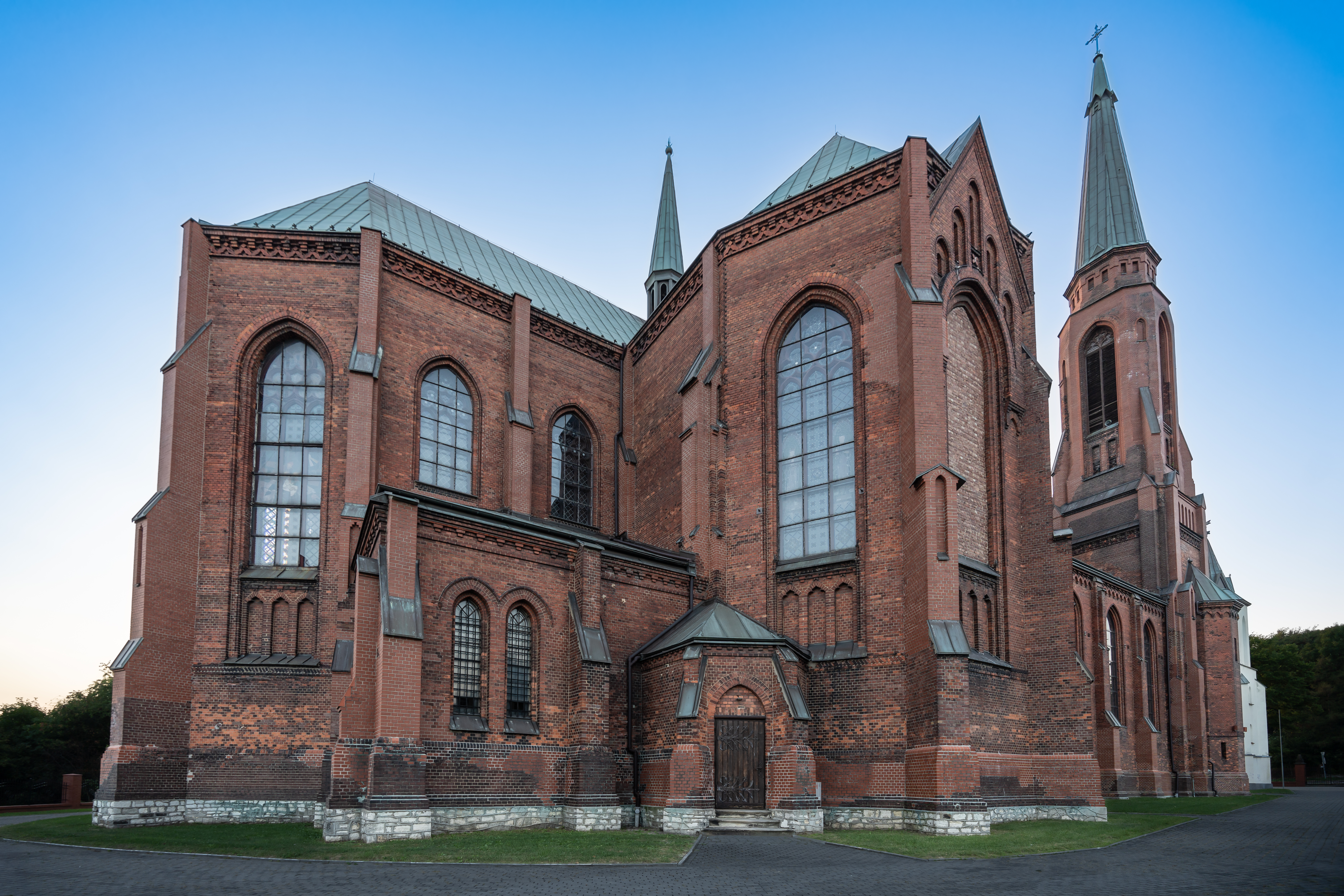
Ortskirche

## Geschichte
1228 übergab der Herzog Kasimir I. von Oppeln-Ratibor das Dorf Czeladź an Klemens von Ruszcza, im begleitenden Dokument wurde das Dorf Zagore erwähnt. Im Ort gibt es Spuren einer Wallburg aus dem 14. Jahrhundert der Familie Gryfita. 1379 war das Dorf im Besitz von Nicolaus de Zagoricz, 1384 schrieb er sich als de Zagorze. 1437 wurde es als Zagorzicze erwähnt. Der Ortsname bezeichnet einen Ort za górą (hinter dem Berg).
Der Ort zwischen der Schwarzen und Weißen Przemsza gehörte administrativ zum Kreis Proszowice bzw. Kraków in der Woiwodschaft Krakau im Königreich Polen (ab 1569 in der Adelsrepublik Polen-Litauen), jedoch war das Dorf in die römisch-katholische Pfarrei in der oberschlesischen Stadt Mysłowice bis zum 19. Jahrhundert eingepfarrt.
Im Zuge der Dritten polnischen Teilung kam es 1795 an Preußen als Teil von Neuschlesien. 1807 kam es ins Herzogtum Warschau und 1815 ins neu entstandene russisch beherrschte Kongresspolen. 1827 gab es 76 Häuser mit 721 Einwohnern und um 1880 94 Häuser und 721 Bewohner. Der Ort lag im Polnischen bzw. Dombrowaer Kohlebecken. 1842 wurde eine Zinkhütte in Zagórze gebaut. 1848 wurde die Kirche im Ort errichtet. 1852 wurde sie zum neuen Sitz der Pfarrei von Niwka.
Nach dem Ende des Ersten Weltkriegs kam es zu Polen. Im Jahr 1921 hatte die Gemeinde Zagórze mit Ortschaften Józefów (Dorf), Klimontów (Dorf), Paulina (Hütte), Wańczyków (Zeche) und Zagórze (Dorf) im Powiat Będziński der Woiwodschaft Kielce 650 Häuser mit 13.540 Einwohnern, davon nur in Zagórze 315 Häuser mit 6719 Einwohnern; es waren überwiegend polnische Römisch-Katholiken, es gab auch 282 Juden.
Beim Überfall auf Polen 1939 wurde das Gebiet von den Deutschen besetzt und dem Landkreis Bendsburg im neuen „Ostoberschlesien“ zugeordnet. Während der Volksrepublik Polen 1959 gab es ein Attentat auf Nikita Sergejewitsch Chruschtschow und 1961 auf Władysław Gomułka von Stanisław Jaros aus Zagórze, als das Gebiet von ihnen besucht wurde. Zagórze in der Woiwodschaft Katowice erhielt 1967 das Stadtrecht. Als in den 1970er wurde in der Nähe die Huta Katowice gebaut wurde Zagórze komplett umgewandelt und ausgebaut. 1975 wurde die Stadt an Sosnowiec angegliedert.

## Persönlichkeiten
- Adam Wrzosek (1875–1965), Anthropologe und Medizinhistoriker